# Polyxeni Irodotou
Polyxeni Irodotou, auch Xenia Irodotou, ist eine zyprische Fußballschiedsrichterassistentin. Seit 2015 steht sie auf der Liste der FIFA-Schiedsrichter.
In der Saison 2016/17 wurde sie erstmals bei einem Spiel in der Women’s Champions League und im Mai 2019 erstmals bei einem Spiel in der zyprischen First Division eingesetzt.
Irodotou war Schiedsrichterassistentin bei der Europameisterschaft 2022 in England (im Schiedsrichtergespann von Cheryl Foster). Zudem war sie unter anderem bei der U-17-Europameisterschaft 2018 in Litauen und bei der U-20-Weltmeisterschaft 2022 in Costa Rica im Einsatz.
Im Januar 2023 wurde Irodotou für die Weltmeisterschaft 2023 in Australien und Neuseeland nominiert.